# 萩野站
萩野站（日语：／ Hagino eki */?）是北海道旅客鐵道室蘭本線的一個鐵路車站，位於日本北海道白老郡白老町，車站編號為H24，現時為無人站，只有普通列車停靠。另外晚間各有1班由東室蘭站及苫小牧站開出的區間車以本站為終點站。

## 車站結構

### 站房
木建站房一座，左半部份為已停用的站務室及原JR貨物辦事處，中央部份為通道，連接入口及開放式閘口；右側前端為候車大堂，後端為洗手間。2014年進行了翻新及改建工程，玄關前的樓梯加設了上蓋，並以金屬框架及玻璃加建了趟門及外壁。由於本站全為島式月台，通過閘口後，須轉右步行約30米，再沿行人天橋通往各月台，為免乘客誤入路軌，在閘口前興建了一列達頂的穿空式圍板，沿路亦加裝了高身欄杆。

### 月台
島式月台2個，共可提供2面4線的配置，內側的島式月台長約140米，有效長度為7輛；外側島式月台長約130米，有效長度為6輛。1、2號月台座落於主線道上；3、4號月台則在側線上。
名義上共總有4個月台，但一直以來，位於外側島式月台外側的4號月台並沒有標示，亦沒有客運列車停靠或通過，事實上，外側月台的寬度都比內側的島式月台為窄。而在外側島式月台外另有4條側線，是過往JR貨物列車的側線及暫時避車處。過往，當由北吉原站駛進的列車，會先駛入側線進入3號或4號月台，獲得指示後便沿側線路段離開月台，到達轉轍器後便倒駛進入貨車側線停靠，重新併結後便由側線駛入專用線前往日本製紙工場，相反亦然。貨物線停駛後，車站內及附近沿途的側線側仍然保留，外側島式月台方面，靠近站房的3號月台仍然使用中，但靠近側線的4號月台側不再使用。在缺乏打理下，4號月台及側線上的路軌現時均長滿了雜草，甚至有喬木在路碴上生長。
| 月台 | 路線       | 方向       | 目的地           | 備註                     |
| ---- | ---------- | ---------- | ---------------- | ------------------------ |
| 1    | ■ 室蘭本線 | 上行       | 東室蘭、室蘭方向 | 所有停靠及通過列車       |
| 2    | ■ 室蘭本線 | 下行       | 苫小牧、札幌方向 | 大部份普通列車及通過列車 |
| 3    | ■ 室蘭本線 | 下行       | 苫小牧方向       | 避車時使用               |
| (4)  | 已停止使用 | 已停止使用 | 已停止使用       | 已停止使用               |

## 歷史
- 1907年12月25日：帝國鐵道廳於本處設置「知床信號所」。
- 1909年10月15日：昇格為貨物鐵道車站，改稱「知床站」（しれとこ）開業[2][3]。
- 1916年4月1日：開始客運業務[3]。
- 1942年4月1日：改稱為「萩野站」[3]。
- 1958年10月：第2代站房啟用。
- 1960年7月：大昭和製紙（即後來的日本製紙）白老工場專用貨運線投入使用[4]。
- 1972年3月15日：除専用線外，其餘的貨物提取服務取消。
- 1978年：設置。跨月台及路軌的行人天橋。
- 1984年：

- 2月1日：手提行李提取服務取消。
- 4月1日：業務委託化。
- 1987年4月1日：國鐵分割民營化，車站的營運由JR北海道及JR貨物繼承。

- 1992年4月10日：貨櫃貨物提取服務開始。
- 2008年：

- 3月13日：運送木材的專用貨櫃車及専用線廢止。
- 3月15日：取消貨物列車，貨櫃貨物提取服務中止。

- 2011年4月1日：業務委託中止，無人化。

## 使用人數
資料取自白老町統計書。由於2010年起為無人站，白老町統計書由該年度起不再提供車站使用人數更新。
| 年度   | 1日平均 乗車人員 | 出處  |
| ------ | ---------------- | ----- |
| 2003年 | 170              | [ 1 ] |
| 2004年 | 150              | [ 1 ] |
| 2005年 | 140              | [ 1 ] |
| 2006年 | 130              | [ 1 ] |
| 2007年 | 120              | [ 1 ] |
| 2008年 | 120              | [ 1 ] |
| 2009年 | 120              | [ 1 ] |
| 2010年 | 130              | [ 1 ] |

## 相鄰車站
北海道旅客鐵道
■室蘭本線
■特急「北斗」、「鈴蘭」
通過
■普通
北吉原 (H25) - 萩野 (H24) - 白老 (H23)

## 外部連結
- JR北海道萩野站網頁。（页面存档备份，存于）